# Taç Qendër
Taç Qendër – wieś położona w południowo-wschodniej części Albanii w gminie Qendër Ersekë. Wieś znajduje się 127 kilometrów od stolicy państwa, Tirany.